# Anatoliy Mikhailov
Pour les articles homonymes, voir Mikhaïlov.
Anatoliy Mikhailov (en russe : Анатолий Аркадьевич Михайлов, Anatoli Arkadievitch Mikhaïlov), né le 14 septembre 1936 à Saint-Pétersbourg, où il meurt le 13 juin 2022, est un athlète soviétique (russe), spécialiste du 110 mètres haies.

## Carrière
Concourant pour l'URSS dans les années 1960, il remporte la médaille d'or du 110 m haies lors des Championnats d'Europe 1962 de Belgrade devant l'Italien Giovanni Cornacchia. Vainqueur des Universiades d'été de 1963, Anatoliy Mikhailov monte sur la troisième marche du podium des Jeux olympiques de 1964, à Tokyo, s'inclinant finalement face aux Américains Hayes Jones et Blaine Lindgren. 
Il est en outre 3e des championnats d'Europe de 1958 et 4e de ceux de 1966. 
Il remporte de 1960 à 1966 sept titres de champion de Russie.
Son record personnel sur 110 m haies, établi en 1964, est de 13 s 78.

### Palmarès
| Date | Compétition             | Lieu         | Résultat | Épreuve     |
| ---- | ----------------------- | ------------ | -------- | ----------- |
| 1962 | Championnats d'Europe   | Belgrade     | 1er      | 110 m haies |
| 1963 | Universiade             | Porto Alegre | 1er      | 110 m haies |
| 1964 | Jeux olympiques         | Tokyo        | 3e       | 110 m haies |
| 1967 | Jeux européens en salle | Prague       | 3e       | 50 m haies  |